# Assedio di Bassora
L'assedio di Bassora, nome in codice operazione Karbala 5, fu un'operazione offensiva condotta dall'Iran nei primi mesi del 1987 avente come obiettivo la conquista del porto della città irachena di Bassora.
Il nome in codice dell'operazione deriva dalla battaglia di Karbala evento storico fondamentale nella storia dell'islam che portò alla scissione tra musulmani sciiti e sunniti il quale è commemorato nella ricorrenza dell'ashura.
La battaglia fu la più sanguinosa della guerra Iran-Iraq ed è nota per le condizioni estreme in cui fu combattuta. 
Gli iraniani non riuscirono a sfondare le difese irachene ed il loro insuccesso contribuì all'inizio della conclusione della guerra. Infatti in seguito al fallimento del contrattacco iraniano e alla successiva riconquista irachena della penisola di al-Fāw, fu chiaro che entrambe le nazioni, ormai prossime al collasso economico, non avrebbero potuto ottenere alcun beneficio dalla prosecuzione degli scontri.

## La battaglia
L'operazione Karbala-5 iniziò alla mezzanotte dell'8 gennaio 1987, quando una forza d'attacco di 35 000 fanti della guardia rivoluzionaria iraniana oltrepassò il "Lago dei Pesci", mentre altre quattro divisioni iraniane attaccavano la sponda sud del lago, sopraffacendo le forze irachene e catturando Duaiji, un canale d'irrigazione. Le forze iraniane usarono Duaiji come testa di ponte per ricatturare la città iraniana di Shalamcheh. Tra il 9 e il 10 gennaio gli iraniani grazie al supporto dei carri armati riuscirono a sfondare la prima e la seconda linea di difesa di Bassora a sud del Lago dei Pesci. Gli iraniani rinforzarono rapidamente le forze con l'afflusso di altri 60 000 soldati e iniziarono a ripulire la zona dalle ultime sacche di resistenza irachene.
Nelle prime ore del 9 gennaio gli iracheni lanciarono un contrattacco, supportati dai loro nuovi caccia Su-25 e Mig-29. Il 10 gennaio gli iracheni iniziarono ad usare ogni loro arma pesante nel tentativo di respingere l'offensiva nemica. Nonostante avessero un'inferiorità numerica di 10 a 1 in aria, gli iraniani sfruttarono efficacemente le difese antiaeree ed abbatterono numerosi caccia nemici (si stima 45 in totale). La loro piccola forza aerea inoltre si dimostrò superiore nel combattimento aereo, costringendo alla ritirata quella irachena. Inoltre diversi carri armati iracheni rimasero impantanati nelle paludi e furono distrutti dai missili TOW in dotazione alle truppe iraniane. Dopo alcuni giorni in cui fu costretta a sospendere il supporto aereo alle truppe terrestri a causa delle elevate perdite, l'aviazione irachena tornò nuovamente in battaglia, continuando a confrontarsi con la controparte iraniana.
Nonostante la loro superiorità nelle tattiche di fanteria, gli iraniani furono contenuti dalle difese irachene. Tra il 19 e il 24 gennaio, l'Iran lanciò un'altra offensiva terrestre, rompendo la terza linea irachena e facendo battere in ritirata il nemico verso il fiume Jasim. La battaglia entrò in un contesto in cui le due parti inviarono sempre più rinforzi finché non si raggiunse una mobilitazione pressoché completa delle rispettive forze in campo. Il 29 gennaio gli iraniani lanciarono un nuovo attacco dal lato occidentale del fiume Jasim, irrompendo attraverso la quarta linea irachena e giungendo a soli 12 km da Bassora. In seguito a tale offensiva la battaglia entrò però in una fase di stallo. La televisione iraniana cominciò a trasmettere immagini dei sobborghi di Bassora, ma le forze iraniane non riuscirono più ad avanzare oltre. Gli iraniani subirono perdite pesanti per via della controffensiva irachena e furono respinti alle loro posizioni iniziali. I combattimenti continuarono, con i 30 000 soldati iraniani che mantenevano la loro posizione attorno al Lago dei Pesci. La battaglia iniziò a diventare una guerra di trincea, in cui tutte e due le controparti non erano in grado di avanzare oltre le loro posizioni. L'Iran attaccò più volte ma senza riportare successi effettivi. L'operazione Karbala-5 finì formalmente alla fine di febbraio, ma gli attacchi contro la città di Bassora continuarono a più riprese nel corso dell'anno successivo finché con la seconda battaglia di al-Faw gli iraniani furono completamente respinti dal territorio iracheno.